# 헤일리 웨브
헤일리 웨브(Haley Webb, 1985년 12월 25일 ~ )은 미국의 배우이다.

## 출연 작품
- 잇 해펀드 원 발렌타인 (2017)
- 슈거 마운틴 (2016)
- 싱글 인 사우스 비치 (2015)
- 러쉬라이트 (2013)
- 어 컨버세이션 어바웃 치팅 위드 마이 타임 트래블링 퓨쳐 셀프 (2012)
- 인 노스우드 (2009)
- 파이널 데스티네이션 4 (2009)